# Revolution 909
Revolution 909（英语直译：革命909）是法国电子音乐二人组蠢朋克的首张专辑《家庭作业》（1997年）中的一首电子器乐曲目。这首歌由维京唱片于1998年2月作为专辑中的第五首也是最后一首单曲发行。该歌曲的音乐视频由罗曼·科波拉执导。

## 主题
Revolution 909的音乐视频开场短剧据说是对法国政府以及反对狂欢派对的立场的反思。当被问及这一立场的动机时，本高特说:
我觉得他们追求的不是音乐，而是派对...... 我不知道，他们假装是为了毒品，但我不认为这是唯一的原因，毒品无处不在，但如果这同样的事情发生在摇滚音乐会上，他们可能不会有意见，因为那是他们所理解的。他们不理解这种既暴力又重复的音乐，也就是浩室音乐；他们认为这种音乐又蠢又笨。

## 评论
《音乐周刊》的艾伦·琼斯（Alan Jones）评价：“随着Air的飞扬，法国上一股大热浪乐队蠢朋克带着《Revolution 909》回归，这是又一首令人喜爱的、特立独行的迪斯科放克电子乐，配有移相和其他效果，其中一种效果让它听起来像是在隔壁卧室里演奏的。罗杰·桑切斯对这首歌进行了完美的混音，它的声音饱满而富有弹性，令人难以抗拒，很有可能跻身十佳唱片之列。Record Mirror的Andy Beevers给了它四分（满分五分），并补充道：“这首踩踏式和滤波器组成的跺脚音乐盛宴是《家庭作业》LP中最受欢迎的音乐俱乐部曲目之一。”

## 音乐视频
这首歌的音乐视频展示了一条小巷里正在举行的狂欢锐舞派对。警察突然赶来驱散派对。在几个人被围捕时，一名准备被捕的年轻女子注意到一名警察衬衫上有红色污渍。这引发了一段闪回，从一颗番茄种子被种下、发芽、收获和包装开始。这些包裹最终被运送到一家杂货店，一位女士在那里挑选番茄带回家。当她准备番茄酱时，字幕准确地指导了观众制作意大利直面酱的配方。这位女士将准备好的食物放入特百惠容器中。视频中早些时候的警察带着食物出现在警车里。他边吃边把番茄酱滴到衬衫上，留下了污渍。这让闪回回到了视频的开头。当警察低头看着自己沾满污渍的衬衫并分心时，年轻女子获得了逃跑的机会。有人出现在上面的平台上，把她拉到安全的地方。
这部音乐视频收录在《D.A.F.T.：一个关于狗、机器人、消防员和西红柿的故事》中，这是专辑《家庭作业》的一组视频。它还收录在《Musique Vol. 1 1993–2005》的限量版激光唱片（CD）和数字通用光盘（DVD）中。罗曼·科波拉在《D.A.F.T.：一个关于狗、机器人、消防员和西红柿的故事》中对Revolution 909的音频评论提到，他的朋友看过这部视频后发现有一个人长得像托马斯·本高特。他不愿证实那人是不是本高特。科波拉还将这部视频称为『番茄视频』。他表示，他之所以使用番茄设置，是因为他一直想制作一部教学视频。

## 曲目列表
| 12" Maxi-single (VISA 8228) | 12" Maxi-single (VISA 8228)                                | 12" Maxi-single (VISA 8228) |
| 曲序                        | 曲目                                                       | 时长                        |
| --------------------------- | ---------------------------------------------------------- | --------------------------- |
| 1.                          | Revolution 909                                             | 5:24                        |
| 2.                          | Revolution 909（Roger and Junior's Revolutionary War mix） | 8:55                        |
| 3.                          | Revolution 909（阿卡贝拉）                                 | 1:03                        |
| 总时长：                    | 总时长：                                                   | 15:22                       |

| CD-Maxi (Virgin 8948212) | CD-Maxi (Virgin 8948212)                                 | CD-Maxi (Virgin 8948212) |
| 曲序                     | 曲目                                                     | 时长                     |
| ------------------------ | -------------------------------------------------------- | ------------------------ |
| 1.                       | Revolution 909（radio edit）                             | 3:45                     |
| 2.                       | Revolution 909（Roger & Junior's Revolutionary War mix） | 8:55                     |
| 3.                       | Revolution 909（a cappella）                             | 1:03                     |
| 4.                       | Revolution 909                                           | 5:24                     |
| 总时长：                 | 总时长：                                                 | 19:07                    |

## 排行榜
| 年份 (1998年)                        | 最高 排名 |
| ------------------------------------ | --------- |
| 澳大利亚 (澳大利亚唱片业协会榜)      | 162       |
| 比利时佛兰德（Ultratop五十强单曲榜） | 50        |
| 法国（法國唱片出版業公會單曲榜）     | 50        |
| 英國（官方榜单公司單曲榜）           | 47        |
| 美國（《告示牌》Dance Club Songs）   | 12        |